# Аллюодия высокая
Аллюодия высокая (лат. Alluaudia procera) — типовой вид суккулентных растений рода Аллюодия (Alluaudia), семейства Дидиереевые (Didiereaceae), произрастающий на территории Мадагаскара (Тулиара).

## Описание
Колючее суккулентное растение с вертикальной структурой, напоминающей «терновый венец». В помещении оно может достигать высоты от 1,5 до 3 м, в своей естественной среде обитания — до 18 м (редко более 8 м). Молодые экземпляры вырастают в форме куста, затем приобретают зрелую древовидную форму. Растение является единственным деревянистым растением из семейства Дидиереевые (Didiereaceae). Оно легко узнаваемо по сферическим верхушечным соцветиям на верху каждого стебля.

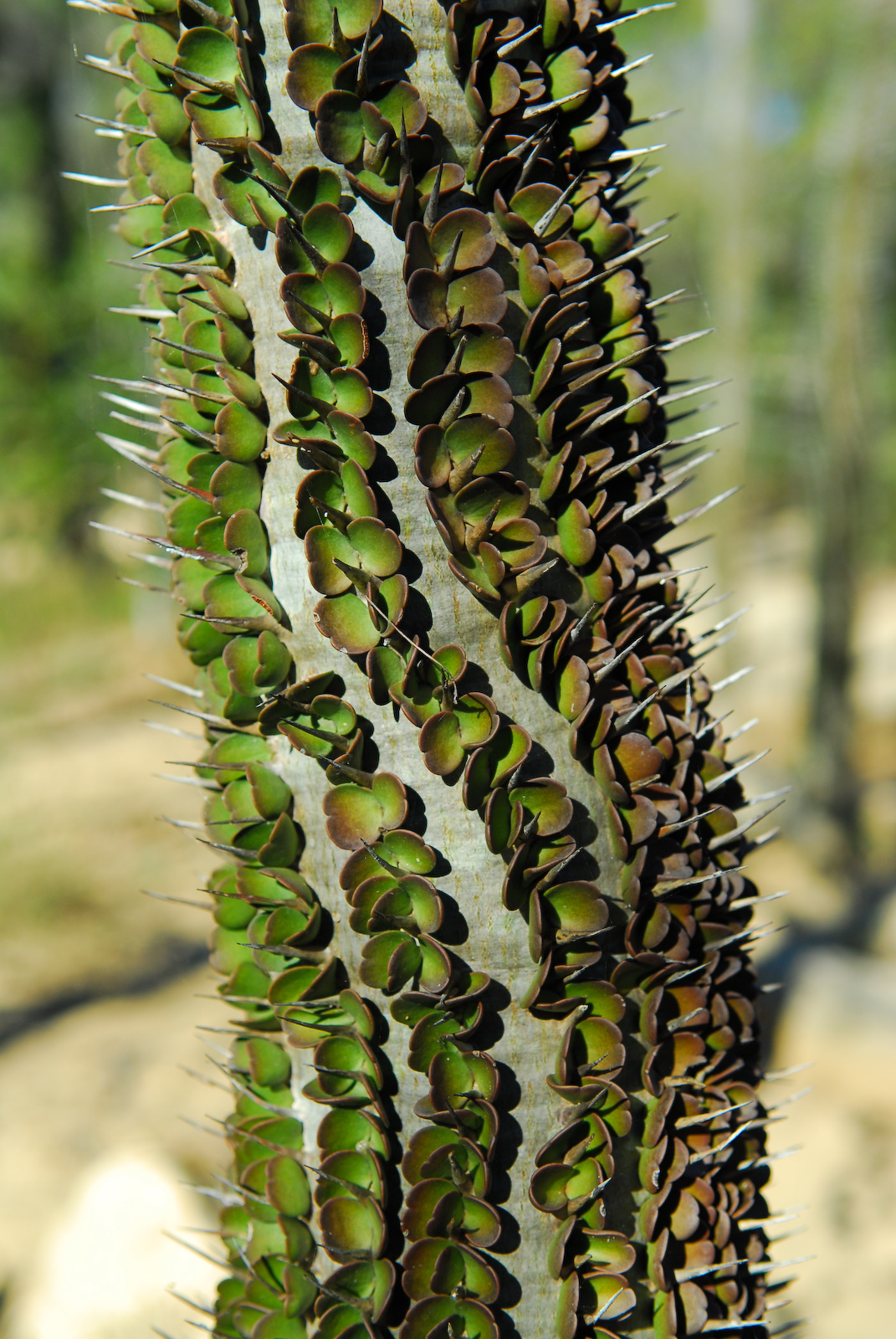
Листья и колючки

Стебель сочный, почти неразветвленный. Он имеет трубчатую форму, в основном столбчатую, и покрыт острыми коническими колючками. Листья расположены параллельно на стебле и спиралевидно поднимаются вверх. Со временем стебель становится костяно-белого цвета, одревеснеет и достигает диаметра 15 см у основания. Ветви растения поднимаются вертикально и слегка изогнуты в верхней части, напоминая «полураскрытый веер» или «щупальца кальмара». Листья небольшие, овальные или округлые, зеленого цвета и сочные. Они распускаются прямо на стволе растения и имеют длину от 1 до 5 см. В теплый сезон дождей листья плотно покрывают стебли, но во время длительных засушливых периодов или зимы они часто опадают.
Цветки желтовато-белые и собраны в плотные соцветия на концах ветвей. У зрелых растений высотой более 3 м цветки формируются на отдельных мужских и женских растениях .

## Экология
Одно из колючих растений, встречающихся в мадагаскарских колючих лесах, рядом с представителями рода Пахиподиум (Pachypodium). Оно произрастает в полузасушливой юго-западной части острова. Растение справляется с длительными периодами засухи, но, в отличие от большинства суккулентов, не обладает специальными тканями для запасания воды. Растение может иметь различные формы: от небольшого кустарника до высокого дерева. Время его лиственности зависит от сезонов — в сухой период растение теряет листья, но они быстро появляются снова при наличии дождей.

## Таксономия
Alluaudia procera (Drake) Drake, первое упоминание в Bull. Mus. Hist. Nat. (Paris) 9: 37 (1903).

### Синонимы
Гомотипные (основанные на одном и том же номенклатурном типе):
- Didierea procera Drake, 1903

## Выращивание

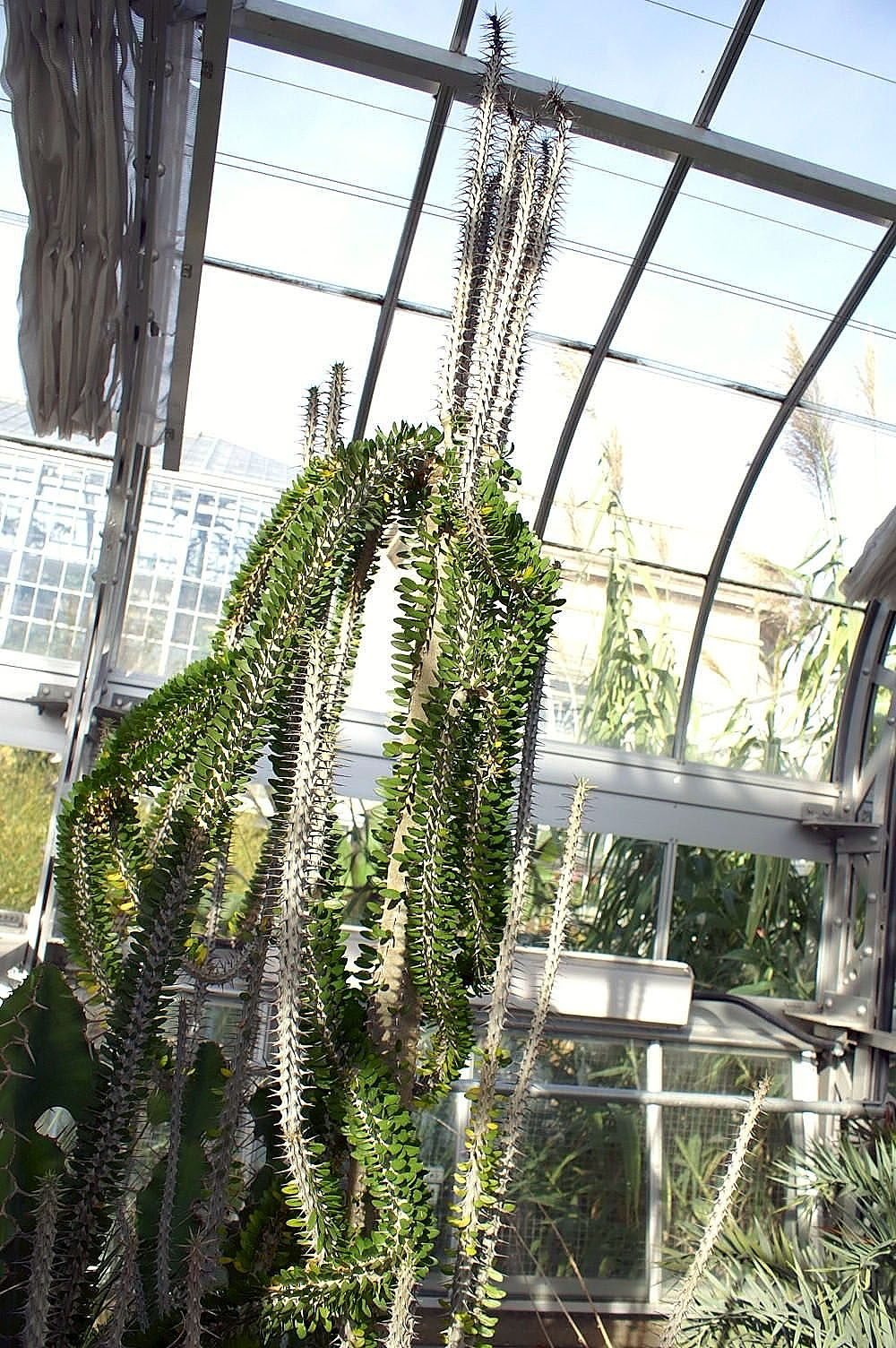
В ботаническом саду

Аллюодия высокая является одним из наиболее распространенных видов, которые выращиваются в культуре. Это растение требует полного солнца или сильного внутреннего освещения. Оно лучше всего растет в почвенной смеси с хорошим дренажем и свободным притоком воздуха.
Полив растений следует осуществлять после полного высыхания почвы перед следующим поливом. Важно дать почве полностью высохнуть между поливами, чтобы избежать избыточной влаги, которая может нанести вред корням.
Если применяется удобрение, рекомендуется разбавить его до 1/4 от рекомендуемой дозы. Такой подход поможет избежать переувлажнения и передозировки удобрения.
Аллюодия высокая может выдерживать низкие температуры до 0°C, но для защиты от заморозков рекомендуется в зимний период перенести растение в теплицу. В домашних условиях оптимальная температура составляет примерно 20-30°C, а зимой около 10°C. В зимний период растение сбрасывает все листья и не нуждается в поливе.
После пересадки растения рекомендуется обрезать его до высоты 7-10 см, чтобы стимулировать ветвление. Удаленные черенки легко можно приживить и использовать для размножения. Также возможно размножение семенами, если они доступны.